# Списък с членове на „Морнинг Мусуме“
Тази страница се състои от всички настоящи и бивши членове на японската момичешка група Морнинг Мусуме. Групата е известна с постоянно променящия се състав, с дипломирания и прослушвания се провеждат почти всяка година. 

## Настоящи членове

### Единадесето поколение (2012)
- Сакура Ода (小田 さくら, ще се дипломира през 2026)

### Дванадесто поколение (2014)
- Мики Нонака (野中美希)
- Мария Макино (牧野真莉愛)
- Акане Хага (羽賀朱音, ще се дипломира през есента на 2025)

### Тринадесто поколение (2016)
- Рейна Йокояма (横山玲奈, ще се дипломира през есента на 2025)

### Петнадесто поколение (2019)
- Рио Китагава (北川莉央) (в пауза до септември)
- Хомаре Окамура (岡村ほまれ)
- Мей Ямазаки (山﨑愛生)

### Шестнадесто поколение (2022)
- Рио Сакураи (櫻井梨央)

### Седемнадесто поколение (2023)
- Харука Иноуе (井上春華)
- Ако Юмигета (弓桁朱琴)

## Бивши членове

### Първо поколение (1997)
- Юко Накадзава (中澤裕子, до 15 април 2001)
- Ая Ишигуро (石黒彩, до 7 януари 2000)
- Каори Иида (飯田圭織, до 30 януари 2005)
- Нацуми Абе (安倍なつみ, до 25 януари 2004)
- Асука Фукуда (福田明日香, до 18 април 1999)

### Второ поколение (1998)
- Кей Ясуда (保田圭, до 5 май 2003)
- Мари Ягучи (矢口真里, напуснала на 14 април 2005)
- Саяка Ичии (市井紗耶香, до 21 май 2000)

### Трето поколение (1999)
- Маки Гото (後藤真希, до 23 септември 2002)

### Четвърто поколение (2000)
- Рика Ишикава (石川梨華, до 7 май 2005)
- Хитоми Йошидзава (吉澤ひとみ, до 6 май 2007)
- Нодзоми Цуджи (辻希美, до 1 август 2004)
- Ай Каго (加護亜依, до 1 август 2004)

### Пето поколение (2001)
- Ай Такахаши (高橋愛, до 30 септември 2011)
- Асами Конно (紺野あさ美, до 23 юли 2006)
- Макото Огава (小川麻琴, до 27 август 2006)
- Риса Ниигаки (新垣里沙, до 18 май 2012)

### Шесто поколение (2003)
- Мики Фуджимото (藤本美貴, до 1 юни 2007)
- Ери Камеи (亀井絵里, до 15 декември 2010)
- Саюми Мичишиге (道重さゆみ, до 26 ноември 2014)
- Рейна Танака (田中れいな, до 21 май 2013)

### Седмо поколение (2005)
- Кохару Кусуми (久住小春, до 6 декември 2009)

### Осмо поколение (2006/2007)
- Айка Мицуи (光井愛佳, до 18 май 2012)
- Джун Джун (ジュンジュン, до 15 декември 2010)
- Лин Лин (リンリン, до 15 декември 2010)

### Девето поколение (2011)
- Мидзуки Фукумура (譜久村聖, до 29 ноември 2023)
- Ерина Икута (生田衣梨奈, до 8 юли 2025)
- Рихо Саяши (鞘師里保, до 31 декември 2015)
- Канон Сузуки (鈴木香音, до 31 май 2016)

### Десето поколение (2011)
- Харуна Иикубо (飯窪春菜, до 16 декември 2018)
- Аюми Ишида (石田亜佑美, до 6 декември 2024)
- Масаки Сато (佐藤優樹, до 13 декември 2021)
- Харука Кудо (工藤遥, до 11 декември 2017)

### Дванадесто поколение (2014)
- Харуна Окада (尾形春水, до 20 юни 2018)

### Тринадесто поколение (2016)
- Каеде Кага (加賀楓, до 10 декември 2022)

### Четиринадесто поколение (2017)
- Чисаки Морито (森戸知沙希, до 20 юни 2022)

## Лидерството
Морнинг Мусуме съдържа лидерска и подлидерска роля която се състои в предоставяне на морална подкрепа на групата. Позицията подлидер е създадена на 16 април 2001 г. когато Каори Иида става втори лидер.
| Име              | Период от време                   |
| ---------------- | --------------------------------- |
| Юко Накадзава    | 7 септември 1997 – 15 април 2001  |
| Каори Иида       | 16 април 2001 – 30 януари 2005    |
| Мари Ягучи       | 31 януари – 14 април 2005         |
| Хитоми Йошидзава | 15 април 2005 – 6 май 2007        |
| Мики Фуджимото   | 7 май – 1 юни 2007                |
| Ай Такахаши      | 2 юни 2007 – 30 септември 2011    |
| Риса Ниигаки     | 1 октомври 2011 – 18 май 2012     |
| Саюми Мичишиге   | 19 май 2012 – 26 ноември 2014     |
| Мидзуки Фукумура | 27 ноември 2014 – 29 ноември 2023 |
| Ерина Икута      | 30 ноември 2023 – 8 юли 2025      |
| Мики Нонака      | 9 юли 2025 –                      |

| Име              | Период от време                    |
| ---------------- | ---------------------------------- |
| Кей Ясуда        | 16 април 2001 – 5 май 2003         |
| Мари Ягучи       | 6 май 2003 – 30 януари 2005        |
| Хитоми Йошидзава | 31 януари – 14 април 2005          |
| Мики Фуджимото   | 15 април 2005 – 6 май 2007         |
| Ай Такахаши      | 7 май – 1 юни 2007                 |
| Риса Ниигаки     | 2 юни 2007 – 30 септември 2011     |
| Мидзуки Фукумура | 22 май 2013 – 26 ноември 2014      |
| Харуна Иикубо    | 22 май 2013 – 16 декември 2018     |
| Аюми Ишида       | 31 декември 2018 – 6 декември 2024 |
| Сакура Ода       | 30 ноември 2023 – 2026             |
| Мария Макино     | 9 юли 2025 –                       |